# Novossokolniki
Novossokolniki (en russe : Новосокольники) est une ville de l'oblast de Pskov, en Russie, et le centre administratif du raïon de Novossokolniki. Sa population s'élevait à 7 692 habitants en 2014.

## Géographie
Novossokolniki est arrosée par la rivière Maly Oudraï et se trouve à 24 km à l'ouest de Velikie Louki et à 200 km — 287 km par la route — au sud de Pskov.

## Histoire
Novossokolniki fut fondée en 1901 dans le cadre de la construction de la voie ferrée Moscou – Riga. Son nom dérive du village de Sokolniki situé à 10 km de la ville actuelle. La ville est actuellement à la jonction de deux voies ferrées : Saint-Pétersbourg – Kiev et Moscou – Riga.

## Population
Recensements (*) ou estimations de la population
| 1926* | 1931  | 1939* | 1959* | 1970* | 1979*  |
| ----- | ----- | ----- | ----- | ----- | ------ |
| 4 663 | 4 800 | 9 000 | 9 478 | 9 732 | 10 755 |

| 1989*  | 2002* | 2010* | 2012  | 2013  | 2014  |
| ------ | ----- | ----- | ----- | ----- | ----- |
| 10 689 | 9 757 | 9 029 | 7 936 | 7 833 | 7 692 |